# قائمة العطل الرسمية في الأردن
هذه المواعيد ثابتة، وتشمل جميع الشركات والمؤسسات الموجودة ضمن نطاق الدولة
| التاريخ                                  | المناسبات                             | ملاحظات              | المدة    |
| ---------------------------------------- | ------------------------------------- | -------------------- | -------- |
| الأعياد الدينية                          |                                       |                      |          |
| 1 يناير                                  | رأس السنة                             | حسب التقويم الميلادي | يوم واحد |
| 12 ربيع الأول                            | ذكرى المولد النبوي الشريف             | حسب التقويم الهجري   | يوم واحد |
| 10 ذو الحجة                              | عيد الأضحى المبارك                    | حسب التقويم الهجري   | 5 ايام   |
| 1 شوال                                   | عيد الفطر المبارك                     | حسب التقويم الهجري   | 4 ايام   |
| 1 محرم                                   | رأس السنة الهجرية                     | حسب التقويم الهجري   | يوم واحد |
| 25 ديسمبر                                | عيد الميلاد المجيد                    | حسب التقويم الميلادي | يوم واحد |
| الأعياد الوطنية                          |                                       |                      |          |
| 1 مايو                                   | عيد العمال العالمي                    | حسب التقويم الميلادي | يوم واحد |
| 25 مايو                                  | عيد إستقلال المملكة                   | حسب التقويم الميلادي | يوم واحد |
| أعياد دينية ووطنية يحتفل فيها بدون تعطيل |                                       |                      |          |
| 27 رجب                                   | ذكرى الإسراء والمعراج                 | حسب التقويم الهجري   | دوام     |
| 30 يناير                                 | ذكرى ميلاد الملك عبد الله الثاني      | حسب التقويم الميلادي | دوام     |
| 9 يونيو                                  | ذكرى جلوس جلالة الملك عبد الله الثاني | حسب التقويم الميلادي | دوام     |
| 10 يونيو                                 | يوم الثورة العربية الكبرى             | حسب التقويم الميلادي | دوام     |
| 10 يونيو                                 | يوم الجيش                             | حسب التقويم الميلادي | دوام     |
| 14 نوفمبر                                | ذكرى ميلاد الملك الحسين بن طلال       | حسب التقويم الميلادي | دوام     |

| ملاحظات |
| في ضوء قرار لجنة توحيد الأعياد المسيحية، يعطل الموظفون المسيحيون في الأعياد التالية. - عيد الميلاد المجيد يومي 25 و26 من شهر ديسمبر. - عيد الفصح على الحساب الشرقي (يومان). - أحد الشعانين على الحساب الشرقي (يوم واحد). |